# Associazione Sportiva Cosenza 1962-1963
Questa pagina raccoglie le informazioni riguardanti l'Associazione Sportiva Cosenza nelle competizioni ufficiali della stagione 1962-1963.

## Rosa
| N. |                   | Ruolo | Calciatore         |
| -- | ----------------- | ----- | ------------------ |
|    | Italia (bandiera) | A     | Giancarlo Bacci    |
|    | Italia (bandiera) | D     | Ferdinando Baston  |
|    | Italia (bandiera) | A     | Giuseppe Brognoli  |
|    | Italia (bandiera) | C     | Giacomo Canova     |
|    | Italia (bandiera) | A     | Virginio Costa     |
|    | Italia (bandiera) | C     | Mario Dalla Pietra |
|    | Italia (bandiera) | P     | Franco Dinelli     |
|    | Italia (bandiera) | D     | Luciano Federici   |
|    | Italia (bandiera) | D     | Franco Fontana     |
|    | Italia (bandiera) | C     | Giustino Ippolito  |
|    | Italia (bandiera) | A     | Agide Lenzi        |

| N. |                   | Ruolo | Calciatore        |
| -- | ----------------- | ----- | ----------------- |
|    | Italia (bandiera) | C     | Franco Marmiroli  |
|    | Italia (bandiera) | D     | Francesco Millea  |
|    | Italia (bandiera) | A     | Nicola Novali     |
|    | Italia (bandiera) | D     | Edoardo Orlando   |
|    | Italia (bandiera) | A     | Roberto Palma     |
|    | Italia (bandiera) | A     | Bruno Pinna       |
|    | Italia (bandiera) | P     | Vincenzo Ravera   |
|    | Italia (bandiera) | C     | Giorgio Rumignani |
|    | Italia (bandiera) | P     | Enzo Sartori      |
|    | Italia (bandiera) | C     | Maurizio Thermes  |

## Risultati

### Serie B

#### Girone di andata
| 16 settembre 1962 1ª giornata | Cosenza | 1 – 0 | Udinese |  |

| 23 settembre 1962 2ª giornata | Cagliari | 4 – 1 | Cosenza |  |

| 30 settembre 1962 3ª giornata | Como | 0 – 2 | Cosenza |  |

| 7 ottobre 1962 4ª giornata | Cosenza | 3 – 1 | Triestina |  |

| 13 ottobre 1962 5ª giornata | Cosenza | 2 – 1 | Sambenedettese |  |

| 9 novembre 1952 6ª giornata | Verona | 1 – 1 | Cosenza |  |

| 28 ottobre 1962 7ª giornata | Alessandria | 0 – 0 | Cosenza |  |

| 4 novembre 1962 8ª giornata | Cosenza | 1 – 1 | Lazio |  |

| 11 novembre 1962 9ª giornata | Catanzaro | 1 – 0 | Cosenza |  |

| 18 novembre 1962 10ª giornata | Cosenza | 0 – 0 | Pro Patria |  |

| 25 novembre 1962 11ª giornata | Cosenza | 0 – 0 | Padova |  |

| 2 dicembre 1962 12ª giornata | Lucchese | 2 – 1 | Cosenza |  |

| 16 dicembre 1962 13ª giornata | Parma | 3 – 0 | Cosenza |  |

| 23 dicembre 1962 14ª giornata | Cosenza | 0 – 0 | Lecco |  |

| 30 dicembre 1962 15ª giornata | Cosenza | 1 – 0 | Simmenthal-Monza |  |

| 6 gennaio 1963 16ª giornata | Brescia | 1 – 2 | Cosenza |  |

| 13 gennaio 1963 17ª giornata | Cosenza | 1 – 1 | Foggia & Incedit |  |

| 20 gennaio 1963 18ª giornata | Cosenza | 0 – 0 | Messina |  |

| 27 gennaio 1963 19ª giornata | Bari | 1 – 1 | Cosenza |  |

#### Girone di ritorno
| 3 febbraio 1963 20ª giornata | Udinese | 4 – 0 | Cosenza |  |

| 10 febbraio 1963 21ª giornata | Cosenza | 2 – 0 | Cagliari |  |

| 17 febbraio 1963 22ª giornata | Cosenza | 0 – 0 | Como |  |

| 24 febbraio 1963 23ª giornata | Triestina | 1 – 1 | Cosenza |  |

| 3 marzo 1963 24ª giornata | Sambenedettese | 2 – 0 | Cosenza |  |

| 10 marzo 1963 25ª giornata | Cosenza | 0 – 0 | Verona |  |

| 17 marzo 1963 26ª giornata | Cosenza | 1 – 0 | Alessandria |  |

| 24 marzo 1963 27ª giornata | Lazio | 1 – 1 | Cosenza |  |

| 7 aprile 1963 28ª giornata | Cosenza | 1 – 1 | Catanzaro |  |

| 14 aprile 1963 29ª giornata | Pro Patria | 2 – 0 | Cosenza |  |

| 21 aprile 1963 30ª giornata | Padova | 1 – 0 | Cosenza |  |

| 28 aprile 1963 31ª giornata | Cosenza | 1 – 1 | Lucchese |  |

| 5 maggio 1963 32ª giornata | Cosenza | 1 – 2 | Parma |  |

| 12 maggio 1963 33ª giornata | Lecco | 1 – 0 | Cosenza |  |

| 19 maggio 1963 34ª giornata | Simmenthal-Monza | 1 – 0 | Cosenza |  |

| 26 maggio 1963 35ª giornata | Cosenza | 1 – 1 | Brescia |  |

| 2 giugno 1963 36ª giornata | Foggia & Incedit | 1 – 0 | Cosenza |  |

| 9 giugno 1963 37ª giornata | Messina | 1 – 1 | Cosenza |  |

| 16 giugno 1963 38ª giornata | Cosenza | 0 – 0 | Bari |  |

## Statistiche

### Statistiche di squadra
| Competizione | Punti | In casa | In casa | In casa | In casa | In casa | In casa | In trasferta | In trasferta | In trasferta | In trasferta | In trasferta | In trasferta | Totale | Totale | Totale | Totale | Totale | Totale | DR  |
| Competizione | Punti | G       | V       | N       | P       | Gf      | Gs      | G            | V            | N            | P            | Gf           | Gs           | G      | V      | N      | P      | Gf     | Gs     | DR  |
| ------------ | ----- | ------- | ------- | ------- | ------- | ------- | ------- | ------------ | ------------ | ------------ | ------------ | ------------ | ------------ | ------ | ------ | ------ | ------ | ------ | ------ | --- |
| Serie B      | 34    | 19      | 6       | 12      | 1       | 16      | 9       | 19           | 2            | 6            | 11           | 11           | 28           | 38     | 8      | 18     | 12     | 27     | 37     | -10 |
| Coppa Italia |       | 1       | 0       | 0       | 1       | 3       | 4       | -            | -            | -            | -            | -            | -            | 1      | 0      | 0      | 1      | 3      | 4      | -1  |
| Totale       |       | 20      | 6       | 12      | 2       | 19      | 13      | 19           | 2            | 6            | 11           | 11           | 28           | 39     | 8      | 18     | 13     | 30     | 41     | -11 |

### Statistiche dei giocatori
| Giocatore       | Serie B  | Serie B | Coppa Italia | Coppa Italia | Totale   | Totale |
| Giocatore       | Presenze | Reti    | Presenze     | Reti         | Presenze | Reti   |
| --------------- | -------- | ------- | ------------ | ------------ | -------- | ------ |
| G. Bacci        | 15       | 4       | 1            | 1            | 16       | 5      |
| F. Baston       | 29       | 0       | -            | -            | 29       | 0      |
| G. Brognoli     | 19       | 2       | -            | -            | 19       | 2      |
| G. Canova       | 6        | 0       | -            | -            | 6        | 0      |
| V. Costa        | 4        | 1       | 1            | 0            | 5        | 1      |
| M. Dalla Pietra | 31       | 0       | 1            | 0            | 32       | 0      |
| F. Dinelli      | 12       | -12     | -            | -            | 12       | -12    |
| L. Federici     | 24       | 0       | 1            | 0            | 25       | 0      |
| F. Fontana      | 36       | 1       | 1            | 0            | 37       | 1      |
| S. Florio       | 1        | 0       | -            | -            | 1        | 0      |
| G. Ippolito     | 37       | 1       | 1            | 0            | 38       | 1      |
| A. Lenzi        | 33       | 11      | 1            | 2            | 34       | 13     |
| F. Marmiroli    | 32       | 3       | -            | -            | 32       | 3      |
| F. Millea       | 26       | 0       | 1            | 0            | 27       | 0      |
| N. Novali       | 3        | 0       | -            | -            | 3        | 0      |
| E. Orlando      | 13       | 0       | 1            | 0            | 14       | 0      |
| R. Palma        | 10       | 0       | -            | -            | 10       | 0      |
| B. Pinna        | 10       | 0       | 1            | 0            | 11       | 0      |
| V. Ravera       | 24       | -23     | 1            | -4           | 25       | -27    |
| G. Rumignani    | 31       | 1       | 1            | 0            | 32       | 1      |
| E. Sartori      | 2        | -2      | -            | -            | 2        | -2     |
| M. Thermes      | 20       | 0       | -            | -            | 20       | 0      |